# Šali
Šali (in russo Шали?; in ceceno Шела, Ṣela) è una città della Russia che si trova nella Repubblica Autonoma della Cecenia; circa 35 chilometri a sud-est di Groznyj. All'inizio del Novecento era uno dei maggiori aul della Cecenia, ha ricevuto lo status di città nel 1990 ed è capoluogo del Šalinskij rajon.

## Geografia
Šali è situata nella parte meridionale della pianura cecena, sorge sulle rive del fiume Džalka, un affluente del Sunža. Dista circa 35 chilometri dal capoluogo della Cecenia Groznyj e 18 chilometri dalla città di Argun.

## Storia
Šali è stata fondata verso la fine del XIV secolo, subito dopo la ritirata delle truppe di Tamerlano e l'espulsione dei feudatari daghestani del Khanato dell'Orda d'Oro. A partire dal XIX secolo la cittadina diventò uno dei maggiori villaggi caucasici, chiamati Aul. La popolazione cittadina ammontava a circa 9.000 persone.Grazie alla sua posizione strategica e centralizzata, diventò il quartier generale delle truppe dell'Imam Shamil e delle altre truppe confederate durante la Guerra caucasica. Shamil abitò nella cittadina costruendovi un'abitazione, che gli serviva sia da casa che da punto di comando. Dal 1850, sotto il controllo del generale Koslovskij, fu costruita la radura di Šali.
Dopo la liquidazione nel 1944 della Repubblica Autonoma Socialista Sovietica della Cecenia-Ingushia, la cittadina assunse temporaneamente il nome di Meĝdureč'e (in russo Междуречье). Ha ricevuto lo status di città nel 1990 ed è capoluogo del Šalinskij rajon. Durante la guerre cecene Šali patì morte e distruzione: infatti furono numerose le vittime e furono distrutte abitazioni, fattorie e piccoli negozi che a stento iniziavano a fruttare dopo il collasso dell'URSS. Dopo le guerre cecene, su iniziativa dell'allora premier ceceno Achmat Kadyrov fu iniziato un ambizioso progetto di ricostruzione e miglioramento delle condizioni di vita dei cittadini, oggi ancora in corso.

## Popolazione
Abitanti residenti a Šali nel corso degli anni:
| 1939    | 1959    | 1970    | 1979    | 1989    | 1992    | 1996    | 2002    |
| ------- | ------- | ------- | ------- | ------- | ------- | ------- | ------- |
| 10 600  | ↗11 900 | ↗18 600 | ↗21 900 | ↗25 000 | ↗26 800 | ↘24 000 | ↗40 356 |
| 2003    | 2005    | 2006    | 2007    | 2008    | 2009    | 2010    | 2011    |
| ↗40 400 | ↗42 100 | ↗43 500 | ↗44 300 | ↘44 200 | ↗45 161 | ↗47 708 | ↘47 700 |
| 2012    | 2013    | 2014    | 2015    | 2016    |         |         |         |
| ↗49 026 | ↗49 967 | ↗50 412 | ↗51 268 | ↗52 234 |         |         |         |

### Composizione della popolazione
| Popolo      | Numero di persone | Percentuale rispetto alla popolazione totale % |
| ----------- | ----------------- | ---------------------------------------------- |
| ceceni      | 43 018            | 90,17 %                                        |
| russi       | 2 578             | 5,40 %                                         |
| cumucchi    | 362               | 0,76 %                                         |
| avari       | 279               | 0,58 %                                         |
| kazaki      | 214               | 0,45 %                                         |
| tabasarani  | 202               | 0,42 %                                         |
| altri       | 1 015             | 2,13 %                                         |
| sconosciuti | 40                | 0,08 %                                         |
| totali      | 47 708            | 100,00 %                                       |

## Infrastrutture e trasporti

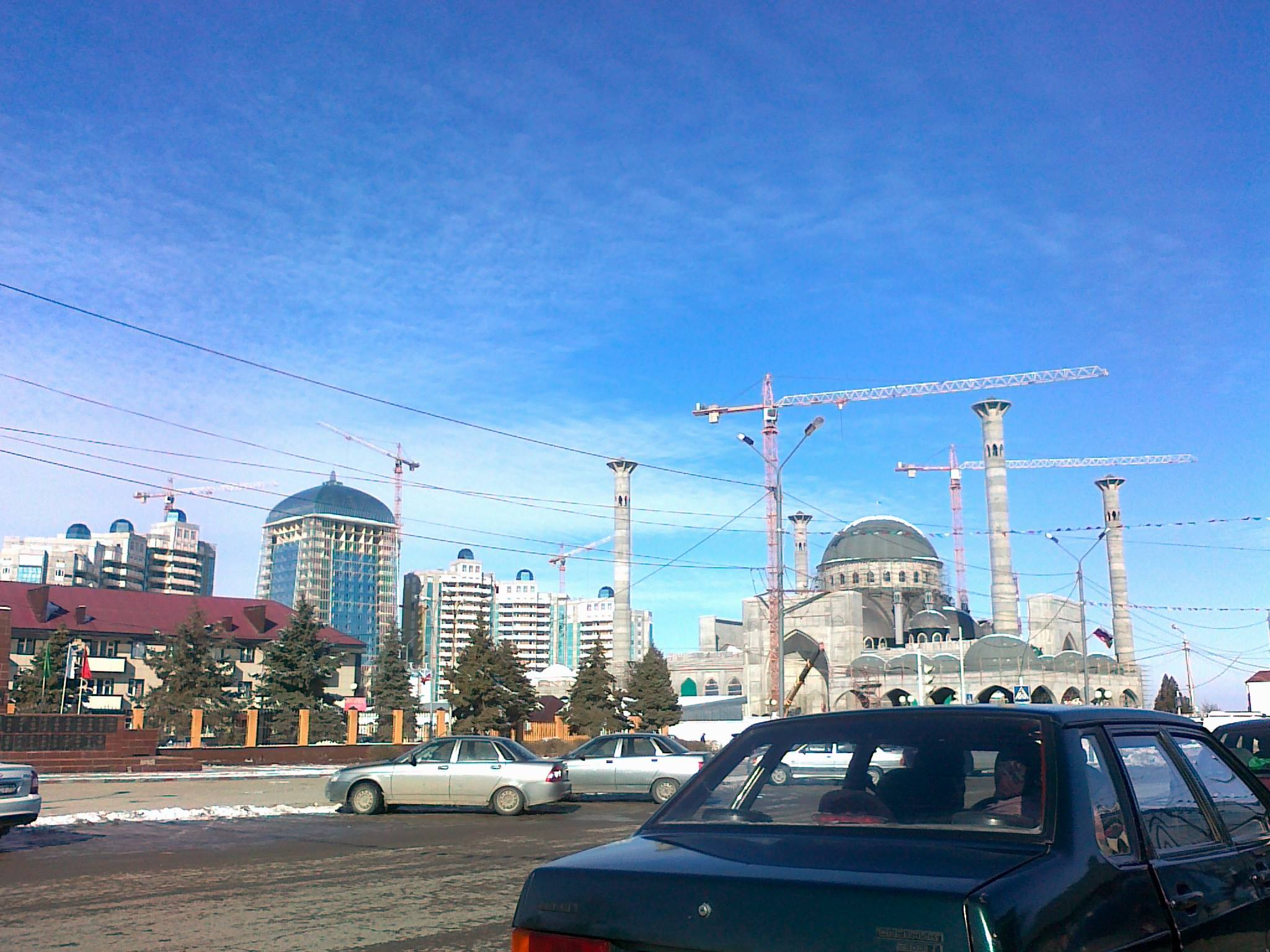
Nuovo quartiere commerciale in fase di costruzione

Šali è servita da autobus di linea della compagnia GUP "Cecenavtotrans".